# Ixtlahuacatengo
Ixtlahuacatengo är en ort i Mexiko.   Den ligger i kommunen Pedro Ascencio Alquisiras och delstaten Guerrero, i den södra delen av landet, 130 km sydväst om huvudstaden Mexico City. Ixtlahuacatengo ligger 1 507 meter över havet och antalet invånare är 440.
Terrängen runt Ixtlahuacatengo är lite bergig. Runt Ixtlahuacatengo är det ganska glesbefolkat, med 26 invånare per kvadratkilometer. Närmaste större samhälle är Teloloapan, 15,2 km sydost om Ixtlahuacatengo. I omgivningarna runt Ixtlahuacatengo växer huvudsakligen savannskog.